# Justh Gyula (politikus)
Neczpáli Justh Gyula (Necpál, 1850. január 13. – Budapest, 1917. október 9.) magyar politikus, országgyűlési képviselő, a Függetlenségi és Negyvennyolcas Párt elnöke, Justh Zsigmond testvére.

## Életpályája
A nemesi származású neczpáli Justh család sarja. Turóc vármegyében született, neczpáli Justh István (1821–1904), földbirtokos, és nemesbükki Pákozdy Matild (1831–1898) gyermekeként. Jogi tanulmányainak befejezése után 1876-ban a gyulai járás főszolgabírója lett, függetlenségi álláspontja miatt azonban 1878-ban a kormányzó Szabadelvű Párt megbuktatta. Ezután egy időre tornyai birtokára vonult vissza, később Csanád vármegyei birtokán gazdálkodott.
1884-ben Makón országgyűlési képviselővé választották, haláláig Csanád vármegye függetlenségi párti képviselője volt. Gyakran emelte fel szavát a polgári demokratikus reformokért. A Függetlenségi és Negyvennyolcas Pártnak 1891-ben alelnöke, 1893-ban, Irányi Dániel halálát követően az elnöke lett. Döntő szerepe volt a liberális egyházpolitikai reformok keresztülvitelében az első Wekerle-kormány idején. Miután a negyvennyolcas frakciók szétváltak, szakított az Ugron Gábor vezette csoporttal.
Bár a párt egyesülésekor ismét elnök lett, 1895-ben lemondott pártelnöki tisztségéről a hazatért Kossuth Ferenc javára. Két évvel később szerepet vállalt a büntető perrendtartás ún. sajtóparagrafusa elleni megmozdulásokban. 1898-ban egyik vezetője volt a Bánffy-kormányt megbuktató obstrukciónak.
1905-ben megválasztották a képviselőház elnökének. Eltérően Kossuth Ferenctől, Justh Gyula álláspontja mérsékelt volt a horvát képviselők obstrukciójával szemben, amelyet a Kossuth által Horvátországban az államvasúti dolgozóknál bevezetett magyar szolgálati nyelv váltott ki. A szociáldemokratákkal és a polgári radikálisokkal együtt küzdött az általános választójog bevezetéséért. 1909-ben lemondott a házelnöki tisztségről, miután ellentétbe került az önálló Nemzeti Bank kérdésében a párt Kossuth Ferenc vezette szárnyával.
1912-ben ő vezette a Tisza István elleni obstrukciót. Egy évvel később a miniszterelnök politikájával szembeszegülő egyesült függetlenségi ellenzék társelnöke volt Kossuth Ferenc mellett, de a tényleges vezetést Károlyi Mihály gyakorolta, akinek polgári radikális programjával Justh egyetértett.
Élete utolsó éveit betegen töltötte, visszavonulva a politikai élettől.

## Házassága és gyermekei
Pesten, a római katolikus szentistvánvárosi plébánián 1874. március 14-én feleségül vette Szitányi Vilma (Pest, 1853. május 27.–†?) kisasszonyt, akinek a szülei Szitányi Vilmos, földbirtokos és Montbach Matild voltak. Justh Gyula és Szitányi Vilma frigyéből született:
- Justh Matild, Szitányi Gézáné
- Justh János. neje: Baross Katinka
- Justh Elza, Jakabffy Gyuláné
- Justh Margit

## Művei
- Justh Gyula beszédei az általános, egyenlő és titkos választói jog mellett és az általános politikai helyzetről 1911–1913; összeáll. Szalay Mihály, bev. Batthyány Tivadar; Az Általános Egyenlő, Titkos Választójog Országos Szövetsége–Globus, Bp., 1913

## Elismerései, emlékezete
- Makó város díszpolgári címmel ismerte el munkásságát;[4] nevét utca is viseli a városban (a Békéscsaba felől idáig húzódó 4432-es út egyik belvárosi szakasza).

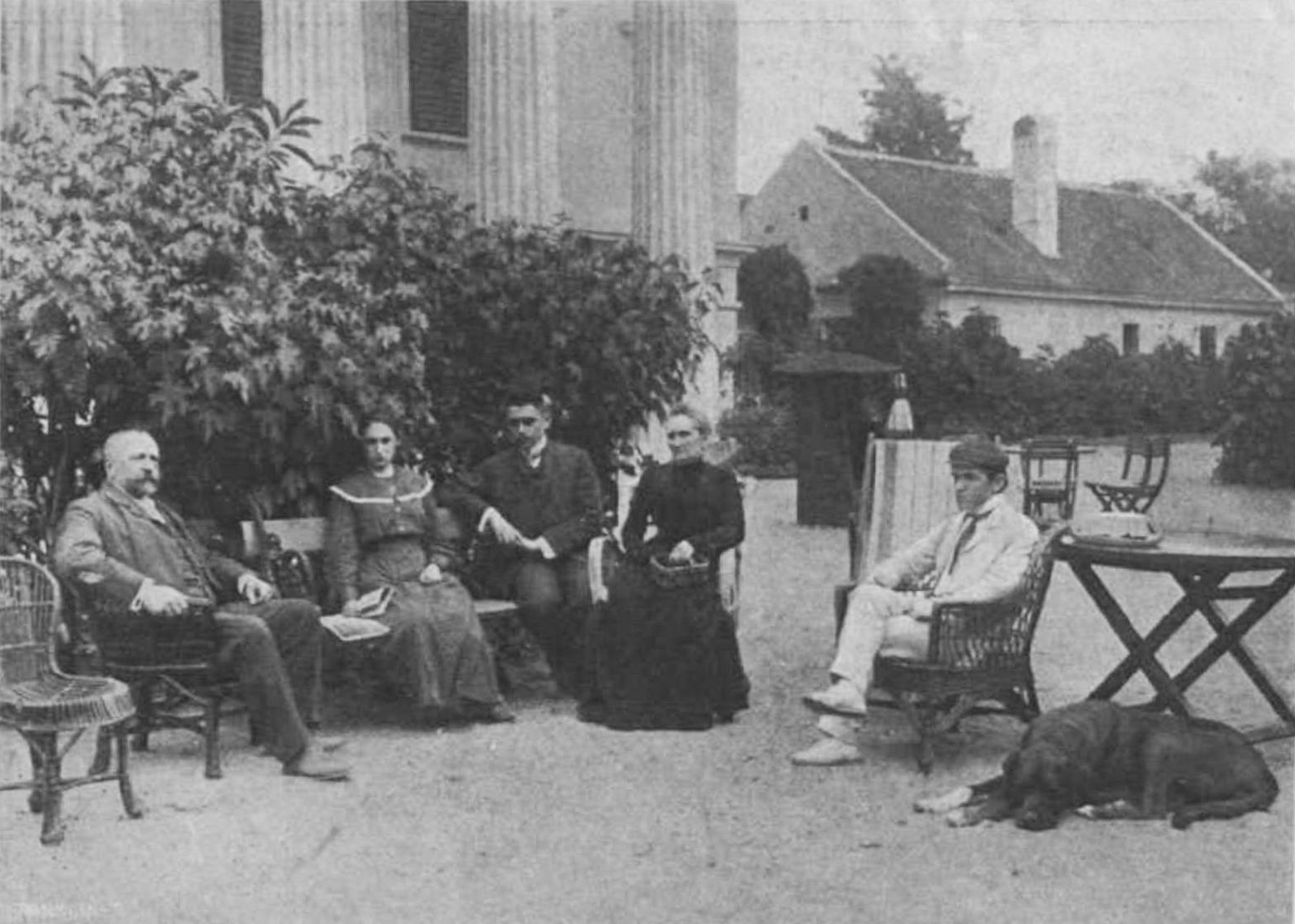
Justh Gyula feleségével, Szitányi Vilmával, fiaival, Jánossal és Lajossal, valamint Margit lányával a tornyai kastély előtt